# カルシウムの同位体
カルシウムの同位体(カルシウムのどういたい)には、4種類の安定同位体（40Ca、 42Ca、43Ca、44Ca）の他に、2種類の長寿命の放射性同位体（46Ca、48Ca）が、現在の地球上に天然に存在するカルシウムの同位体である。ただし、この他に41Caは、40Caが宇宙線由来の中性子を捕獲することで逐次生成されている、微量放射性同位体として極々微量ながら天然に存在する。なお、人工的に作られたカルシウムの同位体は、他に何種も知られている。

## 概説
カルシウムの同位体は、40Ca（96.94％）、42Ca（0.647％）、43Ca（0.135％）、44Ca（2.086％）、46Ca（0.004％）、48Ca（0.187％）の割合で、現在の地球上に天然に存在している。（ただし、この割合には異なる推定値もある。）カルシウムは原子番号20番と、全ての元素の中で比較的軽い（小さい）元素である。もっと原子番号の大きい元素には、このように何種もの同位体が天然に存在していることもしばしばある（例えば、スズやキセノンなどは、天然に存在する同位体の種類が多いことで知られている）のだが、カルシウムのような軽い元素に4種の安定同位体、2種の長寿命の放射性同位体が存在するというのは特筆に価する。このようなことになっているのは、カルシウムの陽子の数が20という魔法数であるから、安定な同位体が多いのだと一般に説明されている。また、28も魔法数として知られているが、48Caは中性子の数も魔法数であるから寿命が長いのだと一般に説明されている。

### 40Ca
現在の地球上に天然に存在するカルシウムの約97％は、40Caである。したがって、標準原子量は40.078(4) uと、40Caの質量に近い。カルシウムの地球上での一番軽い安定同位体は、40Caである。この原子核は、陽子20個、中性子20個からなる。このように原子核を構成する陽子と中性子の数が同数で、地球上で安定して存在できる原子核としては、2H、4He、6Li、10B、12C、14N、16O、20Ne、24Mg、28Si、32S、36Ar、40Caが知られている。これらの中で最も重いのが、この40Caである。地球上で安定して存在できる原子核は、40Caよりも重い原子核の場合、必ず陽子の数よりも中性子の数の方が多い。このようなことになっているのは、40Caの陽子と中性子とが共に20という魔法数であるからだと一般に説明されている。なお、このように陽子と中性子の両方が魔法数となっている状態を、二重魔法数になっていると言う。40Caのような二重魔法数となっている核種は、非常に安定であるとされている。
40Caは40Arと共に、40Kの崩壊により生成する核種の1つである。地質学の分野で用いられる放射年代測定の手法の1つとして、カリウム・アルゴン年代測定法がよく用いられる。これに対して、40Caについては、元々天然に40Caが多く存在するために、放射年代測定に40Caを用いることは困難である。カリウム・カルシウム年代測定法には質量分析等が用いられる。

### 41Ca
41Caは、宇宙線によって天然に逐次生成される同位体で、半減期10万3000年で41Kに崩壊する。主に宇宙や大気の上層部で起こる宇宙線による核破砕によって生成される核種とは異なり、41Caは、40Caの中性子放射化により生成する。このため、地球上での主な生成場所は、標高の高い場所か、宇宙線由来の中性子が十分届く程度の土中である。なお、41Kの隕石中の存在は、太陽系形成時の41Caの存在を意味しており、太陽系形成時、またはその直前に41Caの合成場が存在したことを示唆している。

### 46Caと48Ca
46Caと48Caは、その半減期が長いため、現在の地球でも存在している放射性同位体である。このうち48Caは、陽子が20しかないのにもかかわらず中性子過剰数が8もあるが、その割に半減期は長く、約430京年と極端に安定している。また、46Caと48Caとでは、圧倒的に48Caの方が多く存在している。このことは、46Caが陽子20個に中性子26個と魔法数を1つしか持っていないのに対して、48Caは陽子20個に中性子28個と魔法数を2つ、つまり二重魔法数となっているからであると一般に説明されている。

## 一覧
| 同位体核種 | Z(p)           | N(n)           | 同位体質量 (u)  | 半減期              | 核スピン数 | 天然存在比   | 天然存在比 (範囲) |
| 同位体核種 | 励起エネルギー | 励起エネルギー | 励起エネルギー  | 半減期              | 核スピン数 | 天然存在比   | 天然存在比 (範囲) |
| ---------- | -------------- | -------------- | --------------- | ------------------- | ---------- | ------------ | ----------------- |
| 34Ca       | 20             | 14             | 34.01412(32)#   | <35 ns              | 0+         |              |                   |
| 35Ca       | 20             | 15             | 35.00494(21)#   | 25.7(2) ms          | 1/2+#      |              |                   |
| 36Ca       | 20             | 16             | 35.99309(4)     | 102(2) ms           | 0+         |              |                   |
| 37Ca       | 20             | 17             | 36.985870(24)   | 181.1(10) ms        | (3/2+)     |              |                   |
| 38Ca       | 20             | 18             | 37.976318(5)    | 440(8) ms           | 0+         |              |                   |
| 39Ca       | 20             | 19             | 38.9707197(20)  | 859.6(14) ms        | 3/2+       |              |                   |
| 40Ca       | 20             | 20             | 39.96259098(22) | STABLE [>5.9E+21 a] | 0+         | 0.96941(156) | 0.96933-0.96947   |
| 41Ca       | 20             | 21             | 40.96227806(26) | 1.02(7)E+5 a        | 7/2-       |              |                   |
| 42Ca       | 20             | 22             | 41.95861801(27) | STABLE              | 0+         | 0.00647(23)  | 0.00646-0.00648   |
| 43Ca       | 20             | 23             | 42.9587666(3)   | STABLE              | 7/2-       | 0.00135(10)  | 0.00135-0.00135   |
| 44Ca       | 20             | 24             | 43.9554818(4)   | STABLE              | 0+         | 0.02086(110) | 0.02082-0.02092   |
| 45Ca       | 20             | 25             | 44.9561866(4)   | 162.67(25) d        | 7/2-       |              |                   |
| 46Ca       | 20             | 26             | 45.9536926(24)  | STABLE [>100E+15 a] | 0+         | 0.00004(3)   | 0.00004-0.00004   |
| 47Ca       | 20             | 27             | 46.9545460(24)  | 4.536(3) d          | 7/2-       |              |                   |
| 48Ca       | 20             | 28             | 47.952534(4)    | 43(38)E+18 a        | 0+         | 0.00187(21)  | 0.00186-0.00188   |
| 49Ca       | 20             | 29             | 48.955674(4)    | 8.718(6) min        | 3/2-       |              |                   |
| 50Ca       | 20             | 30             | 49.957519(10)   | 13.9(6) s           | 0+         |              |                   |
| 51Ca       | 20             | 31             | 50.9615(1)      | 10.0(8) s           | (3/2-)#    |              |                   |
| 52Ca       | 20             | 32             | 51.96510(75)    | 4.6(3) s            | 0+         |              |                   |
| 53Ca       | 20             | 33             | 52.97005(54)#   | 90(15) ms           | 3/2-#      |              |                   |
| 54Ca       | 20             | 34             | 53.97435(75)#   | 50# ms [>300 ns]    | 0+         |              |                   |
| 55Ca       | 20             | 35             | 54.98055(75)#   | 30# ms [>300 ns]    | 5/2-#      |              |                   |
| 56Ca       | 20             | 36             | 55.98557(97)#   | 10# ms [>300 ns]    | 0+         |              |                   |
| 57Ca       | 20             | 37             | 56.99236(107)#  | 5# ms               | 5/2-#      |              |                   |